# 人馬座RY
人馬座RY是在人馬座的一顆橙色超巨星和北冕座R型變星。雖然，它的光譜表面上看是G-型恆星，但有別於大多數恆星的是它幾乎沒有氫而有大量的碳。這顆恆星的距離非常遙遠，因此其視差、距離和亮度都無法精確的估算。伊巴谷衛星計算的視差是1.29百萬分秒角，由此得到與地球的距離是1,716.6光年（526.32秒差距）。它的有效溫度經由計算是7,250K。
它是從地球上以裸眼可以看見的三顆北冕座R型變星之一，另外兩顆是北冕座R和半人馬座V854。它也是一顆脈動變星，週期38天的半規則變星。它的變光曲線已經被研究了一百多年，是這一類型變星的典型，其特徵是亮度在樹情內突然下墜幾個星等，然後在幾個月內逐漸變亮，而這些變化之間的時間間隔是不規則的。雖然還不知道可能的機制和是如何發生，星等下降的原因可能是碳的塵埃雲（最可能是從內部噴出的）遮蔽了恆星。歐洲南方天文台的超大望遠鏡干涉儀已經檢測出廣泛的雲。
上校歐尼斯特·伊里亞德·馬克威克（Ernest Elliott Markwick）駐紮在直布羅陀搜尋變星時，第一次碰到現在稱為人馬座RY的變星。他記錄了它從1893年7月7日至10月23日變暗至11等以下，1894年11月的亮度達到6.4等  愛德華·皮克林寫到："它是一個顯著的天體"，和"幾乎跑了"。當時就注意到它的很奇特，並在1953年和其它少數的恆星被列為北冕座R型變星。
它的起源令人大惑不解，丹齊格（Danziger ）推測可能的解釋，當氦雲形成，老年的恆星已經耗盡了氫，或是不知甚麼原因拋棄了氫殼層。雖然注意到但沒有證據顯示這類殼層，他承認，恆星演化的知識還不足以解釋。